# Сендзюк Феодосій Лук'янович
Феодосій Лук'янович Сендзюк (1914, село Шмирки, тепер Волочиського району Хмельницької області — ?) — український радянський журналіст, головний редактор дрогобицької та чернігівської обласних газет, директор Чернігівського літературно-меморіального музею Михайла Коцюбинського.

## Біографія
Народився у селянській родині. Закінчив семирічну школу та педагогічне училище. Працював завідувачем початкової школи, вчителем української мови та літератури у п'ятих-сьомих класах неповно-середньої школи Вінницької області. З 1936 року — в Червоній армії.
У 1937—1941 роках — студент Харківського комуністичного університету журналістики.
Член ВКП(б) з 1940 року.
У 1941 році працював завідувачем промислово-транспортного відділу Вінницької обласної газети.
З червня 1941 по 1946 рік — в Червоній армії, учасник німецько-радянської війни. Служив військовим комісаром мінометної батареї, був секретарем військової дивізійної газети «Красноармеец» 327-ї стрілецької дивізії 8-ї армії.
У 1946—1949 роках — завідувач відділу партійного життя Вінницької обласної газети «Вінницька правда».
У червні 1949 — червні 1959 року — відповідальний редактор Дрогобицької обласної газети «Радянське слово».
З 1959 року — заступник відповідального редактора Чернігівської обласної газети «Деснянська правда».
З початку 1960-х років по 1978 рік — відповідальний редактор Чернігівської обласної газети «Деснянська правда».
У 1978—1988 роках — директор Чернігівського літературно-меморіального музею Михайла Коцюбинського.
Обирався депутатом Дрогобицької та Чернігівської обласних рад депутатів трудящих.

## Звання
- гвардії капітан

## Нагороди
- ордени Вітчизняної війни 2-го ст. (22.05.1945, 6.04.1985)
- орден «Знак Пошани» (4.05.1962)
- медаль «За оборону Кавказу»
- медаль «За перемогу над Німеччиною у Великій Вітчизняній війні 1941—1945 рр.» (1945)
- медалі